# Нарутовичи
Нарутовичи (бел. Нарутавічы) — агрогородок в Берёзовском районе Брестской области Белоруссии. Входит в состав Селецкого сельсовета.

## География
Агрогородок находится в центральной части Брестской области, при автодороге Н-104, на расстоянии приблизительно 10 километров (по прямой) к западу от города Берёза, административного центра района. Абсолютная высота — 155 метров над уровнем моря. Площадь населённого пункта — 1,5257.

## История
По состоянию на 1905 год, в Нарутовичах проживало 389 человек. В административном отношении деревня входила в состав Носковской волости Пружанского уезда Гродненской губернии.
Согласно Рижскому мирному договору (1921), деревня вошла в состав межвоенной Польши. Входила в состав гмины Селец Пружанского повета Полесского воеводства Польши. В 1921 году числилось 73 жителя, проживавших в 13 домах. В этническом составе населения того периода поляки составляли 85 %. В конфессиональном составе населения преобладали православные христиане (100 %).
С 1939 года в БССР, с 1940 года деревня в составе Нарутовицкого сельсовета.

## Население
По данным переписи 2019 года, в агрогородке проживало 449 человек.
| Год  | Население, человек |
| ---- | ------------------ |
| 1905 | 389                |
| 1921 | ↘ 73               |
| 2009 | ↗ 512              |
| 2019 | ↘ 449              |